# HD141524
HD141524 — хімічно пекулярна зоря спектрального класу
F8 й має видиму зоряну величину в смузі V приблизно 10,5.